# Sodere
Sodere è una città termale nel centro dell'Etiopia.
È situata a circa 25 chilometri a sud di Adama (o Nazret) e 120 chilometri a sud est di Addis Abeba nella Zona Shewaq Misra della Regione di Oromia.
Durante la metà degli anni 1990, Sodere era il luogo dei colloqui di pace tra le diverse fazioni in lotta per il controllo della Somalia.

## Società

### Evoluzione demografica
Secondo i dati del Central Statistical Agency nel 2005, Sodere aveva una popolazione totale stimata di 1.867 di cui 992 erano maschi e 875 sono femmine. Nel censimento del 1994 questa città aveva una popolazione totale di 1.042 (538 erano maschi e 504 femmine).

## La spa
La sorgente termale di acqua, importante per i suoi effetti terapeutici, è pompata nella "bath house". 
I servizi della spa includono due piscine (una olimpionica), un servizio completo di ristorante e un albergo e un centro conferenze.
| Controllo di autorità | VIAF (EN) 158457219 · LCCN (EN) n98901611 · J9U (EN, HE) 987007270826305171 |